# 細異吻象鼻魚
細異吻象鼻魚，為輻鰭魚綱骨舌魚目象鼻魚科的其中一種。分布於非洲查德地區，棲息於水底，具有發電器官，用來偵測獵物，體長可達9.5公分。